# Gerd-Rüdiger Puin
Gerd-Rüdiger Puin (Königsberg, 1940) è un orientalista tedesco.
È specializzato in studi coranici e della tradizione manoscritta del testo sacro dell'Islam, essendo un paleografo arabista.
È stato docente ( lecturer ) di arabo nell'Università della Saarland, a Saarbrücken (Germania).

## Ritrovamento dei "Corani di Sana'a"
Gerd Puin è stato il responsabile di un progetto di restauro, commissionato dal governo yemenita e ha trascorso molto tempo a esaminare un numero significativo di antichi manoscritti coranici scoperti a Sana'a (Yemen) nel 1972, per trovare criteri scientifici in grado di catalogare convenientemente il materiale scoperto. Secondo lo scrittore Toby Lester, la sua indagine mise in luce "un ordinamento dei versetti non convenzionale, variazioni testuali di entità minore e rari stili ortografici e abbellimenti artistici". Le scritture erano state redatte in una primitiva calligrafia higiazena, Alcuni lacerti papiracei su cui il testo era stato tracciato, mostravano chiari segni di un precedente uso, con caratteri ancora visibili, malgrado l'inchiostro impiegato fosse stato dilavato, che in alcuni casi hanno fatto pensare a modifiche testuali del Corano originariamente trascritto.
Nel 2008 e nel 2009, la dottoressa Elisabeth Puin ha pubblicato risultati dettagliati delle analisi relative ai "manoscritti di Ṣanʿāʾ", conservati dopo la loro casuale scoperta nella DAM ( Dār al-makhṭūṭāt ), ossia nella "Casa dei manoscritti", a riprova che il testo coranico non era ancora canonico ed era ancora in fase di assestamento da parte dei musulmani dell'epoca, specie nella scriptio inferior e nella scriptio superior del palinsesto..
Più di 15.000 fogli di Corano yemeniti sono stati diligentemente puliti, trattati, ordinati, catalogati e fotografati e 35.000 foto microfilmate sono state realizzate dei manoscritti. Alcune delle osservazioni iniziali di Puin circa i suoi ritrovamenti si trovano nel suo saggio intitolato "Observations on Early Qur'an Manuscripts in San'a", ripubblicato nel libro What the Koran Really Says di Ibn Warraq.

## Opinione sul Corano
Nel 1999, un articolo di "The Atlantic Monthly" sotto indicato, si riporta che Gerd Puin avrebbe detto che:

## Pubblicazioni
Karl-Heinz Ohlig & G.-R. Puin, Die dunklen Anfänge. Neue Forschungen zur Entstehung und frühen Geschichte des Islam ("L'oscurità delle origini: nuove ricerche sull'origine e la prima storia dell'Islam,") Hans Schiler Verlag, 2005.
Karl-Heinz Ohlig & G.-R. Puin, The hidden origins of Islam: new research into its early history, Amherst, N.Y., Prometheus Books, 2008.
¨Uber die Bedeutung der ältesten Koranfragmente aus Sanaa (Jemen) für die Orthographiegeschichte des Korans' (About the importance of the oldest Qur'an fragments from Sana'a (Yemen) Orthography for the history of the Quran), in: H.-C. Graf von Bothmer, K.-H. Ohlig and G.-R. Puin, ‘Neue Wege der Koranforschung’, Magazin forschung (Universität des Saarlandes) 1 (1999), pp. 37–40.